# Belforte del Chienti
Belforte del Chienti – miejscowość i gmina we Włoszech, w regionie Marche, w prowincji Macerata.
Według danych na rok 2004 gminę zamieszkiwały 1634 osoby, 108,9 os./km².